# كلايف بروكس
كلايف بروكس (بالإنجليزية: Clive Brooks)‏ هو موسيقي بريطاني، ولد في 28 ديسمبر 1949، وتوفي في 5 مايو 2017.

## وصلات خارجية
- كلايف بروكس على موقع IMDb (الإنجليزية)
- كلايف بروكس على موقع ميوزك برينز (الإنجليزية)
- كلايف بروكس على موقع ديسكوغز (الإنجليزية)